# جمال ماشبورن
جمال ماشبورن (بالإنجليزية: Jamal Mashburn)‏ مواليد 29 نوفمبر 1972 في نيويورك، هو لاعب كرة سلة أمريكي سابق بدأ مسيرته الاحترافية في سنة 1993 وحمل الرقم 32 و24. يبلغ طوله 6 قدم 8 بوصة (2.0 م). اعتزل اللعب في 2004.

## فرق لعب لها
- دالاس مافيريكس
- ميامي هيت
- شارلوت هورنتس
- نيو أورلينز بيليكانز

## روابط خارجية
- جمال ماشبورن على موقع إن بي أي (الإنجليزية)
- جمال ماشبورن على موقع سبورتس رفرنس (الإنجليزية)
- جمال ماشبورن على موقع كرة السلة الأوروبية.كوم (الإنجليزية)
- جمال ماشبورن على موقع كلية كرة السلة في سبورتس رفرنس.كوم (الإنجليزية)
- جمال ماشبورن على موقع ريلجم (الإنجليزية)
- جمال ماشبورن على موقع بروبوليرز (الإنجليزية)